# Петер ван ден Босх
Петер Розалія ван ден Босх (нід. Pieter Rosalia "Jeng" Van den Bosch, 31 жовтня 1927, Бом — 31 січня 2009) — бельгійський футболіст, що грав на позиції півзахисника, зокрема, за клуб «Андерлехт», а також національну збірну Бельгії. По завершенні ігрової кар'єри — тренер.
Чотириразовий чемпіон Бельгії.

## Клубна кар'єра
Народився 31 жовтня 1927 року в місті Бом. Вихованець футбольної школи клубу «Бом».
У дорослому футболі дебютував 1951 року виступами за команду клубу «Андерлехт», в якій провів дев'ять сезонів. За цей час чотири рази виборював титул чемпіона Бельгії.
Згодом з 1960 по 1963 рік грав у складі команд «Монс» та «Леббеке».
Завершив професійну ігрову кар'єру у клубі «Хейст», за команду якого виступав протягом 1965—1966 років.

## Виступи за збірну
1954 року дебютував в офіційних матчах у складі національної збірної Бельгії. Протягом кар'єри у національній команді провів у її формі 2 матчі.
У складі збірної був учасником чемпіонату світу 1954 року у Швейцарії, де зіграв з Англією (4-4) та Італією (1-4).

## Кар'єра тренера
Розпочав тренерську кар'єру, продовжуючи грати в футбол, 1960 року, очоливши тренерський штаб клубу «Монс». Наразі, цим клубом його тренерська кар'єра і обмежилася.
Помер 31 січня 2009 року на 82-му році життя.

## Титули і досягнення
- Чемпіон Бельгії (4):

«Андерлехт»: 1953—1954, 1954—1955, 1955—1956, 1958—1959